# Російська соціал-демократична робітнича партія
Російська соціал-демократична робітнича партія (РСДРП) — російська політична партія, створення якої було проголошене на I з'їзді у Мінську в березні 1898 року.
У роботі з'їзду брало участь 9 делегатів, що презентували Союз боротьби за визволення робітничого класу із Петербурга, Москви, Києва та Катеринослава, а також єврейський Бунд та «Рабочую Газету», що видавалась у Києві. З'їзд обрав Центральний комітет, до якого увійшли А. Кремер, Ф. І. Щеколдін (Повар), Б. Ейдельман та С. Радченко.

## Статут партії
Статут РСДРП був побудований на демократичних принципах, Бунд входив до партії як автономна організація. Партія визнавала право на самовизначення за кожною національністю. Офіційним органом РСДРП визнано «Рабочую Газету», а репрезентантом партії поза Росією Союз Рос. Соціал-Демократів за кордоном. Перший з'їзд не призвів до розгорнення ширшої діяльності РСДРП. Дуже швидко після цього більшість членів партії заарештували, включно зі членами ЦК. Одночасно в партії почалися розходження щодо програми і тактики.

## II з'їзд та розкол

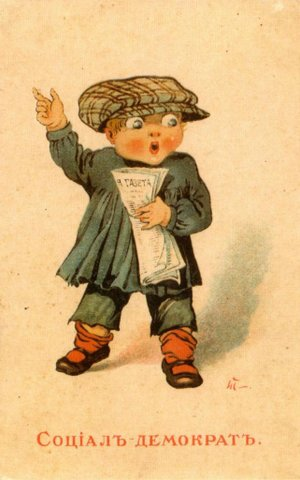
Гумористичне зображення соціал-демократа на російській поштівці. 1917 р.

У 1903 в Лондоні відбувся II з'їзд РСДРП. Там дійшло до розколу партії на фракції більшовиків (див. КПРС) і меншовиків. Групу більшовиків на II з'їзді очолював Ленін, керівниками меншовиків були П. Аксельрод, О. Потрєсов, Віра Засулич, Ю, Мартов, пізніше Г. Плеханов. Розкол у РСДРП стався внаслідок розбіжностей думок щодо структури та характеру партії та її ролі в суспільстві. Група членів РСДРП під проводом Леніна, випадково здобула на одному лише засіданні з'їзду більшість голосів, але після цього стала називати себе «більшовиками». В дійсності ж більшість в РСДРП весь час мали меншовики. Фракція Леніна вважала членами партії тільки тих, хто брав активну участь у діяльності партійних органів; меншовики, під проводом Мартова, допускали до партії також її прихильників. Крім того, Ленін і його послідовники вимагали, щоб РСДРП перетворити на централізовану, пов'язану залізною дисципліною організацію-орден, що бореться за монопольну владу в суспільстві. Ленінська філософія створила передумову для перетворення спершу демократичної РСДРП на партію тоталітарної диктатури, яка під гаслом «диктатури пролетаріату» виконує монопольну владу в суспільстві.
На відміну від більшовиків, меншовики були близькі до мислення західних соціал-демократичних партій як у питаннях внутрішньої структури партії, так і її ролі в суспільстві. Ленін вважав їх прихильниками «буржуазно-інтеліґентського індивідуалізму» і протиставляв їм концепцію «пролетарської організації і дисципліни». Меншовики перебували з більшовиками в одній партії аж до 1912 (в Україні до серпня 1917), але більшовики мали в РСДРП свій власний «центр», пресу і касу та влаштовували здобування фондів також т. зв. експропріаціями (грабунками банків, поштових кас тощо).
Суперечка між меншовиками і більшовиками поглибилась під час революції 1905. Меншовики були проти центрально керованого робітничого повстання і проповідували зростання організованого робітничого руху, проф. спілок, кооперативів, культурних і освітніх організацій у капіталістичній Росії. Їхні діячі (І. Церетелі, М. Чхеїдзе й ін.) брали активну участь у діяльності Державної Думи.
Під час першої світової війни стався розкол серед меншовиків на групу т. зв. оборонців під керівництвом Потресова, що стояли на позиції захисту Росії, і другу групу (Аксельрод, Мартов, Церетелі, Ф. Дан), які у війні бачили початок революції. У 1917 році Церетелі, Чхеїдзе та інші ввійшли до Тимчасового уряду. Після більшовицького перевороту меншовики були в опозиції до комуністичної диктатури в советах, але частина з них перейшла на більшовицькі позиції і потім була на важливих посадах (наприклад, нарком закордонних справ РРФСР Г. Чичерін, сталінський верховний прокурор А. Вишинський та ін.). Від 1922 репресії проти меншовиків унеможливили леґальну діяльність їхньої партії в СРСР. В еміграції група меншовиків видавала журнал «Социалистический Вестник» у Берліні, а потім у Парижі й Нью-Йорку.

## Меншовики в Україні
Перші російські соціал.-демократичні, гуртки з'явилися в Україні в кінці 19 століття серед студентів та робітників Києва, Одеси, далі Харкова, Катеринослава і Єлисаветграду. З утворенням РСДРП у 1898 вони набрали характеру партійних осередків. Після розколу в РСДРП у 1903 більшість робітництва в Україні пішла за меншовиками, зокрема в Київському і Харківському комітетах, тоді як більшовики опанували Катеринославський комітет і утворили т. зв. Південне Бюро в Одесі. Большовицький радикалізм знаходив найкращий ґрунт серед здебільшого менш свідомих великих робітничих скупчень Росії. Натомість ремісничий, торговий та дрібно-промисловий пролетаріат України йшов скоріше за меншовиками.
Після 1905 російські соціал-демократи, які до того часу діяли в Україні головним чином серед промислового пролетаріату, звернули увагу на сільське і загалом непромислове робітництво. Тут вони зустрілися з українським національним питанням, яке доти ігнорували (правда, ще у 1902 РСДРП на Донбасі перевидавала для місцевого робітництва брошури гал. соціал-демократів українською мовою). У зв'язку з цим уже 1905 утворилась Українська Соціал-Демократична Спілка, як складова частина РСДРП, для праці серед робітництва, що розмовляло українською мовою. У проводі Спілки були М. Меленевський і О. Скоропис-Йолтуховський, вона була в опозиції до Української Соціал-Демократичної Робочої Партії, якій закидали «націоналізм». Згодом Спілку покинули свідомі українці, і вона завмерла. Зростання національної свідомості українського робітництва спричинилося також до того, що воно почало дивитися на РСДРП, як на чужу українським національним інтересам силу.
На поч. революції 1917 меншовики поставилися негативно до українських національно-політичних вимог. Округовий з'їзд меншовиків у Києві на початку травня ухвалив резолюцію В. Дремінґа проти перебудови Росії на федеративних засадах. До Центральної Ради меншовицькі делегати увійшли на початку серпня. Їхніми представниками в Малій Раді були М. Балабанов та А. Доротов. Вони висловилися проти III, a пізніше проти IV універсалів. До російських меншовиків належали також українці К. Кононенко і Д. Чижевський (згодом відомі українські діячі). Під час жовтневої революції воєнним комісаром Київського округу був меншовик І. Кирієнко, а комісаром Тимчасового Уряду в Києві — меншовик К. Василенко. До жовтня 1917 меншовики були, порівняно з більшовиками, головною силою російського соціалізму в Україні. Але у виборах у міські та губернські ради, від вересня до грудня, більшовики перемогли меншовиків. Становище змінилося знову на користь меншовиків на Першій всеукраїнської конференції профспілок у травні 1918, на якій з усіх 539 делеґатів меншовики здобули 31 % мандатів, а більшовики тільки 8 %.
Большовицький переворот у Росії примусив меншовиків України частково змінити своє ставлення до самостійності УНР. У квітні 1918 вони відбули в Києві «першу всеукраїнську партійну конференцію», на якій на доповідь Балабанова ухвалили резолюцію, в якій говорилося, що РСДРП повинна «відстоювати самостійність народів України перед небезпекою попасти під політичні і економічні впливи центрального єврейського імперіалізму». Одночасно конференція висловила погляд, що після ліквідації комуністичної диктатури в Росії і повернення демократичних свобод УНР повинна приєднатися до неї на федеративних засадах.
Гетьманський переворот меншовики прийняли вороже. Зате прихід до влади Директорії пожвавив інтерес меншовиків до українського національного питання, як вирішальної проблеми революції. До Трудового Конгресу меншовики поставилися негативно, але від такої постави відмежувалася фракція інтернаціоналістів. У 1919 і 1920 меншовики відігравали меншу роль в Україні, хоч їхні впливи в профспілковому і кооперативному русі були сильні. Вони видавали газету «Начало» у Києві і «Мысль» у Харкові.
Характеристичною рисою меншовизму в Україні була слабкість керівного центру, що призводило до існування різних течій (Київ, Харків, Одеса). У цілому вони боронили демократичні принципи в державних органах, були за самоврядування місцевих суспільних організацій, стояли за єдність Росії в кордонах 1914 року, з допущенням автономії для неросійських народів. Як і більшовики, меншовики ставилися негативно до державної самостійності України. Меншовики залишилися чужою за національністю, російською політичною партією в Україні.